# Super Aguri SA06
El Super Aguri SA06 fue el coche con el que Super Aguri compitió durante las siete últimas carreras de la temporada 2006 de Fórmula 1. El SA06, diseñado por Mark Preston, era una versión desarrollada del SA05, con aerodinámica, suspensión y caja de cambios revisada. A pesar de eso, ni Takuma Satō ni Sakon Yamamoto (quien debutó al mismo tiempo que el SA06, en el Gran Premio de Alemania) pudieron puntuar. Sin embargo, con este nuevo monoplaza el equipo pasó a poder competir con Midland y Sato fue capaz de lograr un respetable décimo puesto en Brasil, hecho que demuestra la mejoría que experimentó el equipo en comparación con el arcaico SA05.

## Resultados
(Clave) (negrita indica pole position) (cursiva indica vuelta rápida)

| Año  | Motor    | Neu. | N.º | Pilotos        | 1   | 2   | 3   | 4   | 5   | 6   | 7   | 8   | 9   | 10  | 11  | 12  | 13  | 14  | 15  | 16  | 17  | 18  | Puntos | Pos. |
| ---- | -------- | ---- | --- | -------------- | --- | --- | --- | --- | --- | --- | --- | --- | --- | --- | --- | --- | --- | --- | --- | --- | --- | --- | ------ | ---- |
| 2006 | Honda V8 | B    |     |                | BHR | MYS | AUS | SMR | EUR | ESP | MON | GBR | CAN | USA | FRA | GER | HUN | TUR | ITA | CHN | JPN | BRA | 0      | NC   |
| 2006 | Honda V8 | B    | 22  | Takuma Satō    |     |     |     |     |     |     |     |     |     |     |     | Ret | 13  | NC  | 16  | DSQ | 15  | 10  | 0      | NC   |
| 2006 | Honda V8 | B    | 23  | Sakon Yamamoto |     |     |     |     |     |     |     |     |     |     |     | Ret | Ret | Ret | Ret | 16  | 17  | 16  | 0      | NC   |